# Ihor Čajkovs'kyj
Ihor' Hennadijovyč Čajkovs'kyj (in ucraino Ігор Геннадійович Чайковський?; traslitterazione anglosassone: Ihor Hennadiyovych Chaykovskyi; Černivci, 7 ottobre 1991) è un calciatore ucraino, centrocampista del Fazenda Černivci.

## Palmarès

### Nazionale
- Campionato europeo di calcio Under-19: 1

2009